# Lotus Air
Lotus Air (mã IATA = T2, mã ICAO = TAS) là hãng hàng không tư, trụ sở đặt tại Cairo, Ai Cập. Hãng có căn cứ chính ở Sân bay quốc tế Cairo và các căn cứ phụ ở Sân bay Abu Simbel, Sân bay Daraw, Sân bay quốc tế Sharm el-Sheikh, Sân bay quốc tế Hurghada và Sân bay quốc tế Luxor. Hãng đảm nhiệm các chuyến bay thuê bao, chủ yếu tới châu Âu.

## Lịch sử
Lotus Air được thành lập từ năm 1997 và bắt đầu hoạt động từ năm 1998. Hãng do công ty "Al Fawares Holding" sở hữu và hiện có 370 nhân viên (tháng 3/2007).

## Đội máy bay
- 4 Airbus A320-200[1]